# Kostel svatého Havla (Rychnov nad Kněžnou)
Římskokatolický kostel svatého Havla v Rychnově nad Kněžnou je farní kostel ze 13. století (původně kostel Panny Marie), nejstarší dochovaná zděná stavba ve městě. Je společně se zvonicí a okolním pozemkem se sochou svatého Havla chráněn jako kulturní památka České republiky.

## Historie
Kostel, původně vystavěný v gotickém slohu a zasvěcený Panně Marii, byl založen spolu s městem ve 2. polovině 13. století v jádře původní tržní osady. Existují starší názory, že byl založen již roku 1083, ale toto datum nekoresponduje s obydlováním této oblasti. Podle vzhledu architektury bylo kněžiště postaveno nedlouho po roce 1300, z roku 1313 je listina o vysvěcení hlavního oltáře. Sedile v presbyteriu je z 1. poloviny 14. století, sakristie s portálem a portál hlavního vstupu vznikly později ve 3. čtvrtině 14. století. Kostel v neznámé době vyhořel. Roku 1521, kdy ve městě převažovala reformní vyznání, bylo zasvěcení kostela Panně Marii změněno na zasvěcení svatému Havlovi a kostel byl pozdně goticky upraven. Z té doby pocházejí velká okna na jižní straně kostela a velký sanktuář v severní stěně presbytáře. Roku 1626 se kostel vrátil pod katolickou správu
a roku 1893 byl novogoticky restaurován.
Roku 1369 byl kostel farní, 1868 děkanství.
Prvním jménem známým farářem byl Dominik, jenž byl po své smrti nahrazen Kunratem, synem měšťana Hanuše z Rychnova.
Dnes je děkanský kostel svatého Havla, opata, farním kostelem Římskokatolické farnosti – děkanství Rychnov nad Kněžnou.

### Soška Panny Marie Svatohavelské
První pražský arcibiskup Arnošt z Pardubic, který podle pověsti jezdíval přes Rychnov nad Kněžnou do Kladska, věnoval do tohoto kostela kolem roku 1350 dřevěnou polychromovanou sošku Panny Marie s Ježíškem, kterou prý sám vyřezal. Mezi obyvateli se těšila veliké úctě a připisovali jí ochranu nad městem. Písemně doložena byla již k roku 1521 a během 17.–18. století jí lidové pověsti připisovaly různé zázraky. V období třicetileté války, když utrakvistický kněz sloužil mši švédským vojákům, měla se na něj zřítit z oltáře. Během téže války se k ní katoličtí obyvatelé Rychnovska a Opočenska modlili za ochranu Rakouské říše a do domácností si pořizovali obraz jejího zjevení, jak stojí na říšském orlu a v ruce drží ohnivý meč. Její vzývání bylo tak úspěšné, že před ní švédští vojáci prchali, padali ze srázu u Habrové a zabili se.
18. července 1960 byla ukradena z hlavního oltáře.

## Popis
Kostel stojí ve Svatohavelské ulici v centru města. Stavba je jednolodní s vnějšími opěráky, pravoúhlý presbytář je sklenut dvěma poli gotické křížové klenby se žebry s klínovým profilem, podélná osa stavby (oltář) směřuje k východoseverovýchodu. V průčelí jsou zazděny starší náhrobky a na opěráku presbytáře je pamětní deska Bohuslava Balbína z roku 1938.
Kostel o délce lodi 31 m (celkem 35 m) a šířce 14 m zaujímá plochu 450 m².
Jižně od kostela stojí pseudorománská zvonice vystavěná roku 1871 na místě starší dřevěné stavby ze 16. století. Ve zvonici je zavěšen zvon Marie z roku 1545, odlitý Václavem Farářem z Hradce Králové, další dva zvony z let 1550 a 1574, přelité v r. 1871, byly zkonfiskovány během první světové války.
Západně od kostela stojí barokní socha svatého Havla.